# 大島町立つつじ小学校
大島町立つつじ小学校（おおしまちょうりつ つつじしょうがっこう）は、東京都大島町（伊豆大島）にある公立小学校。

## 概要
- 本校は、差木地小学校と波浮小学校が統合され、開校した学校である。

## 沿革
- 2009年（平成21年）
  - 4月1日 - 差木地小学校と波浮小学校が統合され、つつじ小学校開校。校章と校歌も制定された[2]。
  - 6月19日 - 開校式典挙行[3]。
- 2010年（平成22年）
  - 3月24日 - 第1回卒業式挙行[4]。
  - 3月25日 - 最初の修了式と離任式挙行[5]。

## 学区
出典
- 野増字間伏・差木地・波浮港

## 周辺
- 大島町立第三中学校 - 敷地が隣接、主な進学先でもある。
- 東京都道208号大島循環線

## アクセス
- 大島バス波浮港ライン「海洋国際高校前」バス停下車後、徒歩約810m・約13分（最短距離を移動した場合）[7]。
- 東海汽船元町港から、上述の路線バスで「海洋国際高校前」バス停まで26分（元町行始発便のみ25分）、下車後徒歩。
- 大島町役場から、車で約13.7km・約28分。